# Daniel Lewis Lee
Daniel Lewis Lee (Yukon, 31 de enero de 1973-Terre Haute, 14 de julio de 2020) fue un asesino convicto estadounidense que fue sentenciado a muerte y ejecutado por los asesinatos de William Frederick Mueller, Nancy Ann Mueller y su hija Sarah Elizabeth Powell. Lee y su cómplice, Chevie Kehoe, asesinaron a la familia en su casa en Arkansas, el 11 de enero de 1996.
Tras su condena, Lee estaba programado para ser ejecutado el 13 de julio de 2020, pero en esa fecha, un juez de distrito de los Estados Unidos bloqueó la ejecución, citando problemas legales no resueltos. Posteriormente, el 14 de julio, la Corte Suprema dictaminó que la ejecución podría continuar. Fue programada para las 4:00 de la mañana de ese mismo día. Después de otro breve retraso, fue ejecutado a las 8:07 a. m.. Fue la primera persona ejecutada por el gobierno federal de los Estados Unidos desde 2003.

## Primeros años
Lee nació el 31 de enero de 1973 en Yukon, Oklahoma.  Según informes, sufrió abuso y desatención en su niñez.
El 24 de julio de 1990, en Oklahoma City, Lee, de 17 años, tuvo un altercado con otro hombre, Joseph «Joey» Wavra III, en una fiesta. Lee golpeó a Wavra en la cara y lo pateó en el suelo una vez que se derrumbó. Luego ayudó a su primo, John David Patton, a trasladar a Wavra a un túnel de alcantarillado. Lee tomó artículos de Wavra y le entregó a Patton un cuchillo que Patton usó para matarlo. Lee luego ayudó a deshacerse de la ropa de Wavra. El 2 de diciembre de 1990, Lee se declaró culpable de robo, tras lo cual se desestimó el cargo de asesinato. Fue sentenciado a cinco años de prisión por su participación en el crimen, mientras que Patton fue sentenciado a cadena perpetua sin libertad condicional.
Lee conoció al supremacista blanco Chevie Kehoe en 1995, y fue reclutado en una organización de supremacía blanca conocida como la República de los Pueblos Arios o la Resistencia de los Pueblos Arios (RPA). El 3 de mayo de 1995, Lee fue declarado culpable de portar un arma oculta y sentenciado a seis meses de libertad condicional.
Perdió el ojo izquierdo poco antes de abril de 1996 al ser golpeado por una bola blanca en una pelea en un bar en Spokane, Washington, tras insultar racialmente a un nativo americano. Se negó a usar un parche sobre el ojo velado y entre sus amigos neonazis skindheads se ganó el apodo de Cy, abreviatura de Cyclops (Cíclope).

## Asesinatos de la familia Mueller
En enero de 1996, Lee y Kehoe abandonaron el estado de Washington y viajaron a Arkansas. El 11 de enero de 1996, llegaron a la casa de William Frederick Mueller, un vendedor de armas que vivía cerca de Tilly, Arkansas, y que poseía una gran colección de armas, municiones y dinero en efectivo. Kehoe y su padre habían robado a Mueller en febrero de 1995, y Kehoe esperaba encontrar propiedades valiosas en la casa. Vestidos con ropa de allanamiento policial, los dos hombres intentaron ingresar a la casa de Mueller, pero la familia no estaba en casa. Cuando los Mueller regresaron, Lee y Kehoe dominaron e incapacitaron a Mueller y su esposa, Nancy Ann Mueller (de soltera, Branch). Luego interrogaron a la hija de 8 años de Nancy Mueller, Sarah Elizabeth Powell, sobre dónde podrían encontrar el efectivo, las armas y las municiones. Después de encontrar $ 50 000 en efectivo (equivalente a $ 81 500 en 2019), armas y municiones, dispararon a cada una de las tres víctimas con una pistola de electrochoque. Luego colocaron bolsas de plástico sobre sus cabezas, y sellaron las bolsas con cinta adhesiva, asfixiándolos hasta la muerte. Llevaron los cadáveres en el vehículo de Kehoe al Bayou de Illinois, donde pegaron piedras a los cuerpos con cinta adhesiva y arrojaron a cada miembro de la familia al pantano. Los cuerpos fueron descubiertos en el lago Dardanelle, cerca de Russellville, Arkansas, a fines de junio de 1996.
Kehoe y su familia llevaron la propiedad robada a un motel en Spokane, Washington, a través de la comunidad de Identidad Cristiana de Elohim City, Oklahoma. El 17 de junio de 1997, Kehoe fue arrestado en Cedar City, Utah.

## Sentencia y ejecución
Cuando Kehoe fue sentenciado a cadena perpetua, los fiscales locales planearon perseguir una sentencia de cadena perpetua similar para el cómplice Daniel Lewis Lee, pero el Departamento de Justicia de los Estados Unidos en Washington, D. C., les ordenó argumentar una sentencia de muerte. La Fiscal Federal Paula Casey solicitó a la fiscal general de Estados Unidos, Janet Reno, que retire el peligro de la pena capital, pero el fiscal general adjunto Eric Holder le dijo que continuara buscando una sentencia de muerte. Lee recibió una sentencia de muerte por tres cargos de asesinato en ayuda de crimen organizado. La madre de Nancy Mueller, Earlene Branch Peterson, pidió clemencia en nombre de Lee. Ella dijo: «No puedo ver cómo la ejecución de Daniel Lee honrará a mi hija de ninguna manera. De hecho, es como si ensuciara su nombre. Porque ella no lo querría y yo no lo quiero».
En diciembre de 1999, el Tribunal de Apelaciones de los Estados Unidos para el Octavo Circuito emitió un mandamiento de mandamus que anulaba las citaciones de Lee de Reno y Holder con respecto a la decisión de la sentencia. En marzo de 2000, el juez de distrito G. Thomas Eisele otorgó la moción de Lee para un nuevo juicio en la fase de pena si la fiscal general misma decidía no retirar la pena de muerte. En diciembre de 2001, ese juicio fue revocado por el Octavo Circuito, que restableció la sentencia de muerte de Lee. En julio de 2004, el Octavo Circuito afirmó la condena de Lee y la sentencia de muerte por los méritos.
En abril de 2013, el Octavo Circuito afirmó la denegación de la petición de habeas corpus de Lee cuestionando la constitucionalidad de su condena. En julio de 2015, el Octavo Circuito afirmó la negación de la moción de habeas posterior de Lee desafiando la constitucionalidad de su moción de habeas anterior. Estaba programado que Lee fuera ejecutado el 9 de diciembre de 2019, y habría sido el primer preso ejecutado por el gobierno federal desde la ejecución de Louis Jones Jr., culpable del asesinato de Tracie McBride, en 2003. El 20 de noviembre de 2019, la jueza de distrito de los Estados Unidos, Tanya S. Chutkan, emitió un mandato judicial preliminar que impedía la reanudación de las ejecuciones federales. Lee y los otros tres demandantes en el caso argumentaron que el uso de pentobarbital puede violar la Ley Federal de Pena de Muerte de 1994.
El 5 de diciembre de 2019, un tribunal federal de Indiana suspendió la ejecución de Lee, pero el Tribunal de Apelaciones de los Estados Unidos para el Séptimo Circuito anuló la suspensión de la ejecución del tribunal federal de Indiana el 6 de diciembre de 2019. Más tarde, ese mismo día, la Corte Suprema de los Estados Unidos negó la suspensión de la orden judicial de Chutkan contra todas las ejecuciones federales, mientras que la Corte de Apelaciones de los Estados Unidos revisa la decisión de Chutkan.
En abril de 2020, un panel de la Corte de Apelaciones de los Estados Unidos para el Circuito del Distrito de Columbia desalojó el mandato del juez de distrito Chutkan en una decisión per curiam. Los jueces de circuito Gregory G. Katsas y Neomi Rao escribieron opiniones concurrentes concluyendo que Lee puede ser ejecutado, pero por diferentes razones. El juez de circuito David S. Tatel discrepó, argumentando que el estatuto requiere explícitamente que el gobierno federal siga los protocolos de ejecución del estado. El 29 de junio de 2020, la Corte Suprema rechazó la petición de Lee de una orden de certiorari, con la disidencia de las juezas Ruth Bader Ginsburg y Sonia Sotomayor.
La fecha de ejecución se fijó para el 13 de julio de 2020, la primera de varias ejecuciones federales programadas después del fallo del Circuito de D.C.. Las familias de las víctimas solicitaron una reprogramación de la fecha, diciendo que no pudieron viajar para presenciar la ejecución debido a la pandemia de COVID-19 en los Estados Unidos, pero el Séptimo Circuito dictaminó que al mismo tiempo permitía que las familias de las víctimas asistieran a tales eventos. Es una práctica estándar, no hay derechos o base legal para su asistencia, y se les niega un cambio de fecha. Las familias de las víctimas enviaron un llamamiento de emergencia a la Corte Suprema. Antes de que la Corte Suprema pudiera fallar, la jueza Chutkan ordenó detener todas las ejecuciones federales sobre la base de que el proceso «era muy probable que causara un dolor extremo y un sufrimiento innecesario». El Departamento de Justicia apeló tanto a la Corte de Apelaciones del Circuito de DC como a la Corte Suprema. El Tribunal de Circuito de DC no intervino. En la madrugada del 14 de julio de 2020, la Corte Suprema levantó la suspensión que la jueza Chutkan implementó previamente en una decisión 5–4. Esta acción permitió al Departamento de Justicia proceder con la ejecución; los abogados de Lee dijeron que la ejecución no podría continuar después de la medianoche bajo las regulaciones federales.
Lee fue ejecutado más tarde esa mañana. Cuando se le solicitó una declaración final, negó haber cometido el crimen y declaró: «No lo hice. He cometido muchos errores en mi vida, pero no soy un asesino. Están matando a un hombre inocente.», y que él y Kehoe habían estado en una parte diferente del país cuando ocurrió el crimen. Lee fue declarado muerto a las 8:07 a. m. después de recibir una inyección letal de pentobarbital en dosis única.
Lee fue la primera persona ejecutada por el gobierno federal de los Estados Unidos desde la ejecución de Louis Jones Jr. en 2003. En general, su ejecución fue la cuarta ejecución federal desde que se aprobó la legislación que permite la reanudación de la práctica en 1988.

## En los medios audiovisuales
La serie de docudrama de Discovery Channel The FBI Files recrea el comportamiento de Kehoe y Lee al tiempo que muestra la ciencia forense utilizada por el FBI para arrestarlos en el episodio 16 de la temporada 2, «Deadly Mission», originalmente emitido en el 2000.